# Union asiatique de gymnastique
Pour les articles homonymes, voir UAG et AGU.
L'Union asiatique de gymnastique ou UAG (en anglais : Asian Gymnastics Union ou AGU) est l'une des quatre unions continentales qui constituent la Fédération internationale de gymnastique (FIG). Elle est une organisation autonome, qui défend les intérêts de la gymnastique asiatique et de ses fédérations membres. 
Lors des Jeux olympiques d'été de 1964 à Tokyo, le Japon, la Corée du Sud, la Chine et les Philippines fondent la Fédération asiatique de gymnastique (en Asian Gymnastics Federation ou en abrégé AGF), et décident de l'introduction de la gymnastique aux Jeux asiatiques. L'entité sera renommée Asian Gymnastics Confederation en 1974, puis Asian Gymnastics Federation en 1983 pour devenir l'Asian Gymnastics Union en 1985.